# Daan Manneke
Daan Manneke (* 7. November 1939 in Kruiningen, Provinz Zeeland) ist ein niederländischer Komponist und Organist.
Er studierte Komposition bei Jan van Dijk und Orgel bei Huub Houët (1915–1991) und Louis Toebosch am Brabant Konservatorium in Tilburg. Danach vervollständigte er seine Orgelstudien bei dem belgischen Organisten Kamiel D’Hooghe in Brüssel. Nach Abschluss dieses Studiums nahm er weiterführenden Kompositionsunterricht bei Ton de Leeuw in Amsterdam.
Mit Ton de Leeuw verband Manneke bis zu dessen Tod eine enge Freundschaft. Sein ehemaliger Lehrer vermittelte ihm auch Kontakt zu Olivier Messiaen, bei dem er noch einige private Kompositionsstunden nahm. 1976 bekam Daan Manneke den Kompositionspreis des Sweelinck-Konservatoriums in Amsterdam.
Von 1958 bis 1969 war Manneke Organist an der St. Gertrudiskerk in Bergen op Zoom, Niederlande. Als Orgelvirtuose gab er viele Konzerte und Recitals in den BeNeLux-Staaten, Deutschland, Frankreich und Großbritannien.
Seit 1971 ist er Dozent für Improvisation und Analyse der Musik des 20. Jahrhunderts am Sweelinck Konservatorium in Amsterdam, wo er seit 1986 auch Komposition lehrt.
Mannekes mit zahlreichen Preisen ausgezeichnetes Werk umfasst vor allem geistliche Musik und Kammermusik. Er ist zudem Gründer und Dirigent des Kammerchors Cappella Breda, mit dem er bereits zahlreiche CDs einspielte.

## Werke

### Werke für Orchester
- 1975 Sinfonia für 13 Streicher
- 1976 Job nach Texten aus dem Buch Job (Bibel) für Bariton (Sprechstimme) und Männerchor (TTBrB) 2 Trompeten, 2 Posaunen, Schlagzeug
- 1976 En Passant
- 1977 De passie van Johannes Mattheus Lanckohr Oper für 3 Soli, gemischten Chor (SATB), Flöte (auch Piccolo), Klarinette, Trompete, Posaune, Kontrabass, Orgel und 2 Schlagzeuger
- 1978 Vice versa
- 1978 Ruimten
- 1980 Gesti
- 1982 Muziek voor een stad
- 1985 Babel für 6 Orchester (4 Streichorchester und 2 Blasorchester), 14 Pauken und 3 Tamtams
- 1987–1989 Plenum nach Texten aus der Bibel, von Paul Verlaine und Arthur Rimbaud für Doppelchor, Harfe und Orchester
- 2000 Monumentum Gedanken zu Johann Sebastian Bach (1685–1750) für Sopran-, Mezzo-Sopran-, Alt-, Tenor- und Bass-Solo, gemischten Chor und Orchester
- 2002 Archipel VII+ Präludien, Choral und Tambeau – hommage à César Franck – für doppeltes Holzbläser-Quintett und Kontrabass

### Werke für Blasorchester
- 1981 Pneoo II für Symphonisches Blasorchester
  1. 5 Instrumentalchöre im Teil 1: Holzbläser – Saxophone – Hörner – engmensuriertes und weitmensuriertes Blech – Schlagzeug
  2. 5 andere instrumentale Chöre im Teil 2: Flöten, Oboen, Fagotte – Klarinetten – Saxophone – engnmensuriertes Blech – weitmensuriertes Blech
  3. 6 verschiedenen Chöre im Teil 3: Holzbläser – Saxophone – Hörner – Kornetts, Trompeten, Posaunen – weitmensuriertes Blech – Schlagzeug
- 1985 Babel für 6 Orchester (4 Streichorchester und 2 Blasorchester), 14 Pauken und 3 Tamtams
- 1992 Archipel V (Les ponts) nach Texten von Arthur Rimbaud für Männerchor und Symphonisches Blasorchester
- 1997 Symphonies of Wind Instruments
  1. Prelude
  2. Fantasy upon a few notes
  3. Vivace, like a tarantella
  4. Tombeau, like a sarabande
- Hommage für Fanfare-Orchester
  1. In memoriam Bram Schrier (1918–1974)
  2. In memoriam Kees Cornelisse (1910–1981)
  3. In memoriam Max Wondergem (1901–1981)

### Chormusik
- 1964 Psaume 121 (Je lève mes yeux) für gemischten Chor
- 1973 Music about poor and bad people für gemischten Chor
- 1986 organum für ein bis vier gemischte Chöre
- 2001 Quam dilecta tabernacula (Psalm 84) für kleinen Chor oder 5 Solisten
- 2002 Feierliche Abendmusik Konzert für Chor auf einen Text von Hermann Hesse (1877–1962)
- 2003 Almenos flores, almenos cantos Canto III für gemischten Chor

### Andere Werke
- 1970 Qui iustus est, iustificetur adhuc Kantate für gemischten Chor (S[4]A[4]T[4]B[4]), Klarinette, Posaune, Gitarre (el. verstärkt) und Schlagzeuger
- 1972 Sine nomine nach Zitaten aus Jacob Obrechts Missa Sine Nomine für drei Instrumentalchöre
- 1979 Rondeau für 6 Schlagzeuger
- 1979 Pneoo I für Orgel
- 1980 Concert voor 47 klokken für Turmglockenspiel
- 1983 Epitaph(in memoriam Joris Schram) aus "Chamber music" für Sopran, Flöte, Oboe, Klarinette, Fagott, Horn, 2 Violinen, Bratsche, Violoncello und Kontrabass
- 1983 Chant and madrigal auf einen Text von James Joyce für Sopran, Flöte, Oboe, Klarinette, Fagott, Horn, Klavier, 2 Violinen, Bratsche, Violoncello und Kontrabass
- 1986 Messe de Notre Dame für gemischten Chor
- 1988 Jules Szenische Madrigale – Kammeroper auf einen Text von Sicco Heyligers für Sopran-, Bariton- und Bass-Solo, gemischten Chor (SATB), Flöte (auch Piccolo und Altflöte), Klarinette (auch Es-Klarinette), Bass-Klarinette, Violine, Kontrabass, Orgel und Akkordeon
- 1991 Et in tempore vesperi erit lux für Orgel
- 1996 Symphonies of winds come o winds and blow through the four organs für Orgel (zu 3 Händen; evtl. auf 2. Orgel), Harmonium, Akkordeon und weitere Melodieinstrumente.
  1. Prelude
  2. Fantasy upon a few notes
  3. Like a tarantella
  4. Like a sarabande
- 2002 Archipel VII Präludien, Choral und Tambeau – hommage à César Franck – für Harmonium oder Orgel
- 2003 Mit wechselndem Schlüssel schließt du das Haus auf ... für Violine und Orgel
- 2003 De sneeuwkoningin (Die Schneekönigin) Kinder-Oper für 8 Sänger und 4 Instrumentalisten

### Bücher und Schriften
- 1977 Omgaan met muziek – Werkboek voor eigentijdse improvisatie (Umgehen mit Musik – Arbeitsbuch für zeitgenössische Improvisation)
- 1978 Werkboek voor Improvisatie en Groepscompositie (Arbeitsbuch für Improvisation und Gruppenkomposition)